# Gmina Oakfield (Iowa)

Położenie Gminy Oakfield w hrabstwie Audubon

Gmina Oakfield (ang. Oakfield Township) – gmina w USA, w stanie Iowa, w hrabstwie Audubon. Według danych z 2000 roku gmina miała 389 mieszkańców.